# Falanges de la mano
Las falanges de la mano (Phalanges digitorum manus) son huesos largos —pues predomina la longitud sobre el grosor y la anchura—, hay 14 en cada mano con tres falanges en cada dedo (proximal, medial y distal, excepto el pulgar, que solo presenta una falange proximal y otra distal). Cada una consta de dos caras: anterior y posterior; y dos extremos: proximal y distal (superior e inferior), articulares ambos en la 1.ª y 2.ª, y solamente el superior en la 3.ª.
Las falanges proximales se articulan con los respectivos huesos metacarpianos (en el caso de la mano) en su epífisis proximal, mientras que en su epífisis distal se articulan con las falanges medias, excepto en el pulgar donde no existe este último hueso. Las falanges distales solo se articulan en su epífisis proximal con la respectiva falange media, o con la respectiva falange proximal, en el caso del pulgar.